# Grondstoffendeal
De Overeenkomst inzake minerale hulpbronnen tussen Oekraïne en de Verenigde Staten (officieel BILATERAL AGREEMENT ESTABLISHING TERMS AND CONDITIONS FOR A RECONSTRUCTION INVESTMENT FUND), beter bekend als de Grondstoffendeal, is een voorgestelde kaderovereenkomst die op 26 februari 2025 is gepubliceerd door The Kyiv Independent, en waarin voorwaarden worden vastgesteld voor gezamenlijke investeringen in de natuurlijke hulpbronnen van Oekraïne, waaronder zeldzame aardmetalen, olie en gas. De opbrengsten zouden dan later bijdragen tot een terugbetaling van Amerikaanse wapenleveringen, en tot de wederopbouwinspanningen, na de Russische invasie sinds 2022. 

## Achtergrond
In 2024, tijdens de laatste maanden van de regering-Biden had president Zelensky de Verenigde Staten al een partnerschap voor zeldzame aardmetalen aangeboden als onderdeel van zijn voorgesteld “overwinningspakket”, zo bevestigde voormalig minister Antony Blinken aan CNBC op 10 april 2025. 
In september 2024 stelde Zelensky het idee om de VS een deel van de cruciale mineralen en andere hulpbronnen van Oekraïne te geven voor aan toenmalig presidentskandidaat Trump, in de hoop dat het de commerciële belangen van de twee landen op één lijn zou brengen.

## Onderhandelingen
Een akkoord zou op 28 februari 2025 in het Witte Huis ondertekend worden tussen de presidenten Donald Trump en Volodymyr Zelensky, maar de ontmoeting ontaardde in een openlijke ruzie, onder meer over de rol van diplomatie en over de door Oekraïne geëiste veiligheidsgaranties. Einde maart bleken de voorwaarden te zijn verstrengd, onder meer omdat de Verenigde Staten van de terugbetaling van Amerikaanse wapenleveringen een prioritaire voorwaarde hadden gemaakt. In Oekraïne en elders werd kritisch gereageerd, wat het sluiten van de overeenkomst onzeker maakte.
Uiteindelijk werd de Grondstoffendeal op 30 april 2025 in Washington ondertekend.